# Велики муфтија
Велики муфтија (арап. مفتي عام, muftī ʿām или арап. كبير المفتين, kabīr al-muftīn), често и реис-ул-улема, највиши је представник вјерског права у сунитским или ибадијским муслиманским земљама. Велики муфтија издаје правна мишљења и заповијести, тзв. фатве, на основу тумачења исламских закона за приватне клијенте или због помоћи судијама у рјешавању случајева. Прикупљена мишљења великог муфтије служе као драгоцјен извор информација о практичној примјени исламског закона као супротност апстрактним формулацијама. Фатве великих муфтија нису обавезујуће у областима грађанског права који регулишу склапање и развод брака, насљедство, као ни у кривичном праву.

## Историја
Муфтије су муслимански вјерски учењаци који издају утицајна правна мишљења (фатве) тумачењем шеријата. Османско царство је започело праксу давања званичног признања и статуса једног муфтије, који је изнад свих осталих, као велики муфтија. Велики муфтија Константинопоља је од касног 16. вијека добио статус шефа вјерских установа. Он није био само надмоћан, него је бирократски одговарао за скуп религијско-правних стручњака и давао је правне одлуке о важним државним политикама, као што је свргнуће владара са пријестола. Ова пракса је касније позајмњена и прилагођена у Египту током средине 19. вијека. Од тада, концепт се проширио на друге муслиманским државе, тако да данас има око 16 земаља са знатним муслиманским становништвом које имају великoг муфтију. Однос између великог муфтије било које државе и владара се могу знатно разликовати, како од региона, тако и од историјске ере.

## Типови

### Именовани од стране државе
- У Османском халифату, велики муфтија је био државни функционер, а велики муфтија Константинопоља је био најуваженији.
- Током британске колонијалне ере, Британци су задржали институцију великог муфтије у неким муслиманским областима под њиховом контролом, а велики муфтија Јерусалима је био највиша политичка структура у Палестини.
- Током Првог свјетског рата, постојала су двојица великих муфтија Јерусалима, један подржан од стране Британаца, а други од стране Турака.
- Када је Палестина била под британском влашћу, велики муфтија Јерусалима је био положај који је именован од стране власти Британског мандата.
- У Палестинској Народној Самоуправи, управна организација основана да би владала дијеловима Западне обале и Газе, а великог муфтију именује предсједник.
- Великог муфтију Саудијске Арабије поставља краљ.
- Државног муфтију Брунеја поставља султан.
- По члану 78. устава из 2014. године, генералног муфтију Туниса поставља и смјењује предсједник Републике.[6]